# Beka (dolina)
Dolina Beka (arabsko وادي البقاع, Wādī l-Biqā‘, libanonska arabščina [bʔaːʕ])) tudi Beqaa, Beqā in v klasični antiki znana kot Coele-Syria, je rodovitna dolina v vzhodnem Libanonu. Je najpomembnejša libanonska kmetijska regija.
Beka leži približno 30 km vzhodno od Bejruta. Dolina je med Libanonskim gorovjem na zahodu in Antilibanonom na vzhodu. Je severno nadaljevanje Jordanske riftne doline in s tem del Velike riftne doline, ki se razteza od Sirije do Rdečega morja. Dolina Beka je dolga 120 kilometrov in široka v povprečju 16 kilometrov. Ima sredozemsko podnebje z mokrimi, pogosto snežnimi zimami in suhimi, toplimi poletji.
Regija prejme omejeno količino padavin, zlasti na severu, ker Libanonsko gorovje ustvarja padavinsko senco, ki blokira padavine, ki prihajajo z morja. Severni del ima povprečno letno količino padavin 230 milimetrov, v primerjavi s 610 milimetri v osrednji dolini. Kljub temu dve reki izvirata v dolini: Oront (Asi), ki teče proti severu v Sirijo in Turčijo, in Litani, ki teče proti jugu in nato proti zahodu do Sredozemskega morja.
Od 1. stoletja pred našim štetjem, ko je bila regija del Rimskega cesarstva, je dolina Beka služila kot vir žita za rimske province Levant. Danes dolina predstavlja 40 odstotkov libanonske obdelovalne zemlje. Severni konec doline z redkimi padavinami in manj rodovitno prstjo se uporablja predvsem kot pašnik za pastirske nomade. Dlje proti jugu rodovitnejša tla podpirajo pridelke pšenice, koruze, bombaža in zelenjave, z vinogradi in sadovnjaki v središču Zahlé. V dolini pridelujejo tudi hašiš in gojijo vrtni mak (Papaver somniferum), ki se izvaža kot del nezakonite trgovine z mamili. Od leta 1957 je projekt hidroelektrarne Litani, vrsta kanalov in jez, ki so ob jezeru Qaraoun na južnem koncu doline, izboljšal namakanje kmetij v dolini Beka.

## Zgodovina
Dolina Beka je bila v bronasti dobi znana kot Amqu. Medtem ko identiteta prebivalcev ni zagotovo znana, je bila regija del amoritskih kraljestev Amurru in Qatna. Jugozahodno od Baalbeka je bil Enišasi, mesto ali mestna država, omenjeno v pismih iz Amarne v letih 1350–1335 pr. n. št., ki sta jo napisala dva vladarja mesta Šatiya in Abdi-Riša. Do zgodnje železne dobe so v dolini Beka prevladovale feničansko in aramejsko govoreče skupnosti. Aramejci so ustanovili kraljestvo Aram-Zobah v regiji med 11. in 10. stoletjem pr. n. št. in dolina je bila verjetno rojstni kraj Hazaela, ki je razširil svojo oblast vse do Palestine in današnje južne Turčije ter morda prečkal Evfrat.
V času Aleksandra Makedonskega so dolino domnevno naselili Iturejci, verjetno Arabci ali Aramejci. Po Zgodovinah Aleksandra Velikega (Latinsko Historiae Alexandri Magni) so bili Iturejci arabski kmetje, ki so živeli v hribih nad Tirom in so pobili približno trideset Makedoncev, zaradi česar je Aleksander izvedel ekspedicijo proti njim. Kasneje so se Iturejci odcepili od oslabljenega Selevkidskega cesarstva in ustanovili kraljestvo Halkida. Iz svoje baze v Beki so Iturejci razširili svoje ozemlje na feničanska obalna mesta in se približali Damasku. Njihovo ozemlje je bilo sčasoma vključeno v preostali del rimske Sirije.
Dolina je bila za Rimsko cesarstvo zelo pomembna kot ena od pomembnih kmetijskih regij v vzhodnih provincah in je bila znana po številnih templjih. Regija je pritegnila tudi pozornost palmirske kraljice Zenobije, ki je zgradila Zenobijske kanale, ki povezujejo dolino s Palmiro.

## Okraji in mesta
Zahle je največje mesto in upravna prestolnica guvernata Beka. Leži severno od glavne avtoceste Bejrut–Damask, ki prepolovi dolino. Večina prebivalcev mesta Zahle je libanonskih kristjanov, večina melkitskih grkokatolikov, maronitov katolikov in grškopravoslavnih kristjanov. Mesto Andžar, ki je v vzhodnem delu doline, ima pretežno armensko libanonsko prebivalstvo in je znano tudi po arabskih ruševinah iz 8. stoletja. Vzhodneje je mesto Madždal Andžar z večino sunitskih muslimanov.
Večina prebivalcev severnih okrožij Beka, Baalbek in Hermel je libanonskih šiitov, z izjemo mesta Deir el Ahmar, katerega prebivalci so kristjani. V okrožjih Baalbek in Hermel živita krščanska in sunitska manjšina, ki se večinoma nahaja severneje ob meji s Sirijo.
Zahodni in južni del doline imata tudi mešano prebivalstvo muslimanov, kristjanov in tudi druzov. Mesto Joub Janine s približno 12.000 prebivalci je na sredini doline, njegovo prebivalstvo pa je suniti. Joub Janine je vladno središče regije, znane kot Zahodna Beka, z občinskimi službami, kot je serail (grad, palača ali vladna stavba), ki je glavna vladna stavba na tem območju, službami nujne medicinske pomoči (Rdeči križ), gasilci in sodiščem. Druga mesta v okrožju Zahodna Beka so Machghara, Sabghine, Kamed al Lawz, Qab Elias, Sohmor, Yohmor. Vsa mesta so mešanica različnih libanonskih veroizpovedi. Rachaiya al Wadi, vzhodno od okrožja Zahodne Beka, je dom libanonskega dela gore Hermon in meji tudi na Sirijo. Glavno mesto okrožja, tudi Rachaiya al Wadi (če ga ne zamenjamo z Rachaiya al Foukhar v južnem Libanonu), je znano po starem prenovljenem suku in gradu neodvisnosti, v katerem so francoske čete držale libanonske voditelje pred osamosvojitvijo. preden je bil izpuščen leta 1943. Južni del okrožja je naseljen z druzi in kristjani Libanonci, medtem ko drugi severni del večinoma naseljujejo sunitski Libanonci.
Zaradi vojn in nestabilnih gospodarskih in političnih razmer, s katerimi se je Libanon soočal v preteklosti, s težavami, s katerimi se nekateri kmetje soočajo še danes, je veliko prejšnjih prebivalcev doline odšlo v obalna mesta v Libanonu ali pa se je popolnoma izselilo iz države, večina pa jih je prebivala v Ameriki ali Avstralija.

## Znamenitosti
- Starorimske ruševine Baalbeka, starodavnega mesta, imenovanega po kanaanskem bogu Baalu. Rimljani so Baalbek preimenovali v Heliopolis in zgradili impresiven tempeljski kompleks, vključno s templji Bakha, Jupitra, Venere in Sonca. Danes so ruševine prizorišče mednarodnega festivala Baalbeck, ki privablja umetnike in izvajalske skupine z vsega sveta.
- Templji v dolini Beka, zbirka svetišč in rimskih templjev, razpršenih po dolini, vključno z Qasr el Banatom in Hosn Niho
- Grobnica Khawla, domnevno svetišče Khawle, hčerke Huseinovega sina Alija in vnuka preroka Mohameda
- Omajadske ruševine Andžarja
- Gospa iz Beke, marijansko svetišče v mestu Zahlé s panoramskim razgledom na dolino.
- Habitat mokrišča Aammiq za nešteto ptic selivk in ptic ter metuljev
- Rimska jama pod vinsko kletjo Château Ksara
- Najvišji minaret v Libanonu, ki je v mestu Kherbet Rouha
- Svetišče Marije Bechouat
- Rimski nimfej Temnin el-Foka
- Jezero Karun, največji umetni vodni rezervoar v Libanonu
- Feničanske ruševine Kamida al Lavza
- Rimske ruševine Libbaya
- Rimske ruševine Qab Elias
- Piramidni stolp v Hermelu na severnem koncu doline, verjetno selevkidska, asirska ali sirska gradnja
- Stara železniška postaja Rijak, prvotno zgrajena leta 1898, zdaj ne obstaja od leta 1975
- Noetova grobnica v Karak Nuhu, svetišču, ki je znano posvečeno Noetu že od srednjega veka in ga je leta 1183 obiskal al-Haravi

Vključno s slavnim območjem Wadi Arayesh v Zahleju, ki ga sestavljajo restavracije na prostem, kavarne in arkade, ki se nahajajo na rečni strani reke Berdaouni, potoka, ki povezuje večjo reko Litani.

## Vino
V dolini Beka so znani libanonski vinogradi in kleti. Pridelava vina je v Libanonu 6000 let stara tradicija. S povprečno nadmorsko višino 1000 m je podnebje doline zelo primerno za vinograde. Obilno zimsko deževje in veliko sonca poleti pripomoreta k lažjemu dozorevanju grozdja. V dolini Beka je več kot ducat vinarjev, ki proizvedejo več kot šest milijonov steklenic na leto. Vinske kleti v dolini Beka vključujejo:
- Château Ka
- Château Kefraya
- Château Khoury
- Château Ksara[2]
- Château Marsyas
- Château Musar[3]
- Château Qanafar
- Clos Saint Thomas
- Domaine de Baal
- Domaine des Tourelles
- Domaine Wardy[4]
- Kroum Kefraya
- Massaya[5]
- Terre Joie

## Prepovedane droge
Droge imajo v dolini Beka dolgo tradicijo, od časov Rimskega cesarstva do danes so kultivatorji in plemenski gospodarji mamil sodelovali z milicami, da bi ustvarili uspešno trgovino s konopljo. Med libanonsko državljansko vojno je bilo gojenje konoplje glavni vir dohodka v dolini Beka, kjer so proizvedli večino hašiša in opija v državi. Trgovina je propadla med svetovnim zatiranjem mamil, ki so ga vodile Združene države v začetku 1990-ih. Pod pritiskom zunanjega ministrstva ZDA je okupacijska sirska vojska preorala polja konoplje v dolini Beka in jih poškropila s strupom. Pred letom 1991 je bil dohodek, ustvarjen s prepovedanimi pridelki, pridelanimi v Beki, ocenjen na okoli 500 milijonov dolarjev. Po podatkih UNDP letni dohodek na prebivalca takrat v okrožju Baalbek in Hermel ni presegel 500 $; ista agencija je ocenila, da je številka za preostali del Libanona 2074 $. Od sredine 1990-ih sta kultura in proizvodnja drog v dolini Beka v stalnem upadu, do leta 2002 je bilo ocenjenih 2500 hektarjev konoplje omejenih na skrajni sever doline, kjer je prisotnost vlade minimalna. Vsako leto od leta 2001 libanonska vojska preorje polja konoplje, da bi uničila pridelke pred žetvijo, ocenjeno je, da s tem ukrepom uničijo največ 30 % vseh pridelkov. Čeprav je bilo med državljansko vojno pomembno, je pridelava opija postala obrobna in je leta 1983 padla z ocenjenih 30 metričnih ton na leto na zanemarljive količine leta 2004.
Zaradi naraščajočih političnih nemirov, ki so oslabili osrednjo libanonsko vlado med libanonsko vojno 2006 in 2007 (opozicijski bojkot vlade) in zaradi pomanjkanja izvedljivih alternativ (obljube ZN o namakalnih projektih in alternativnih subvencijah za pridelke, ki se nikoli niso uresničile) se je gojenje in proizvodnja mamil znatno povečalo, vendar ostaja le delček proizvodnje omejen severno od mesta Baalbek, kjer vlada plemensko pravo, ki ščiti oborožene družine, še vedno močno.

## Galerija
- Loki pri ruševinah Andžarja
- Cesta v puščavi
- Ostanki struktur
- Vas Kamid el-Loz